# Uiltes
Els uiltes, també anomenats orok, són poble assentat en l'actual Oblast de Sakhalín, a Rússia. La llengua orok pertany al grup meridional de les llengües manxú-tungús. Segons el cens rus, el 2002 hi havia 346 uiltes.

## Etimologia
Es creu que el nom orok deriva de l'exònim or utilitzat per un grup tungús i que significaria "ren domesticat". L'etnònim amb el qual els orok es diuen a si mateixos és ul'ta, probablement de l'arrel *ula (que també significa "ren domèstic" en orok). És possible que també s'autoanomenen "nani".

## Llengua i cultura
Article principal: Llengua orok

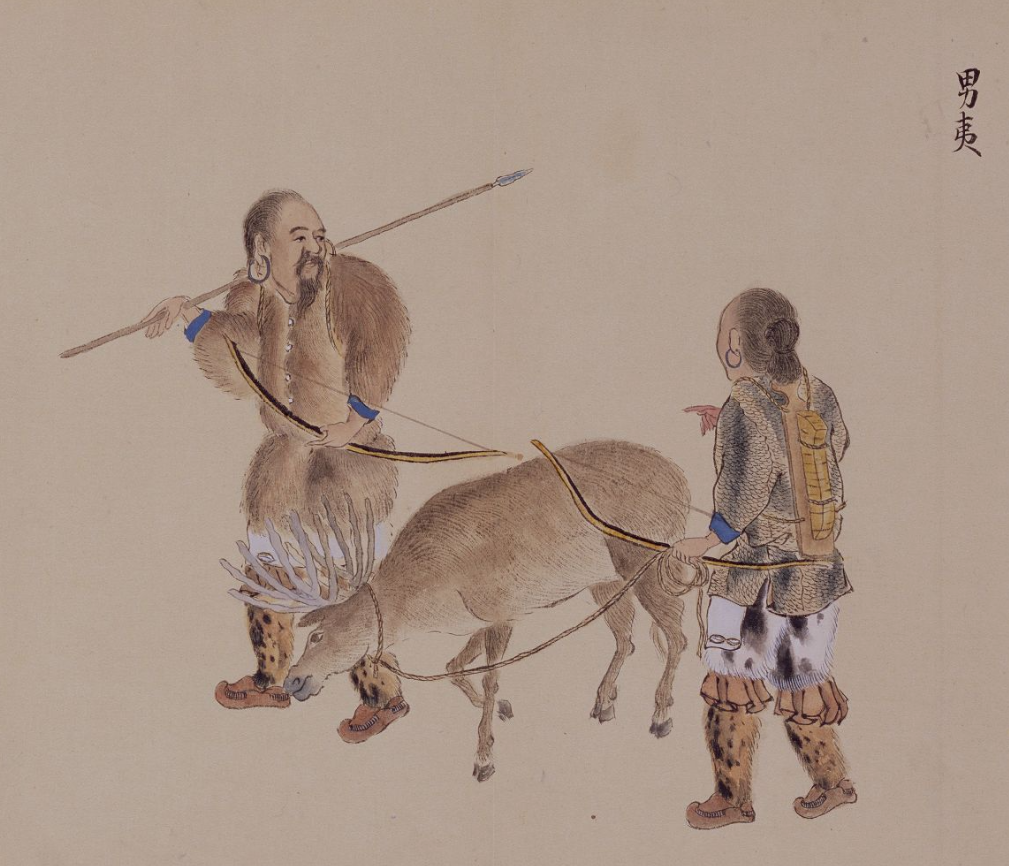
Representació japonesa d'hòmens uiltes amb un ren.

La llengua orok pertany al grup meridional de les llengües tungús. En l'actualitat 64 persones dels uiltes de Sakhalín parlen aquest idioma i tots parlen rus. En 2007 van crear una escriptura basada en l'alfabet ciríl·lic i s'ha publicat un manual bàsic; una escola de Sakhalín ensenya l'idioma.
Els uiltes comparteixen vincles lingüístics i culturals amb els altres pobles tungús però abans de l'arribada dels russos es diferenciaven econòmicament d'ells per la seva cria i explotació dels rens, que els proporcionaven (especialment en el nord de l'illa) menjar, vestit i transport. Els uiltes practicaven també la pesca i la caça però el seu contacte amb els russos va provocar un canvi massiu en la seva forma de vida i la seva cultura i la majoria d'uiltes actuals són sedentaris. Alguns uiltes del nord encara practiquen el pasturatge seminòmada amb rens (semblant al poble sami) al costat del cultiu de verdures i la ramaderia de boví; en el sud les ocupacions principals són la pesca i el treball industrial.